# خبرچین (فیلم ۱۴۰۱)
خبرچین فیلمی به کارگردانی عرفان احتشامی  در سال ۱۴۰۱ در پلتفرم آنلاین فیلم نت و فیلیمو در ایران به  نمایش درآمد.

## خلاصه فیلم
فیلم بلند داستانی «خبرچین» به نویسندگی مریم داوودی، مضمونی اجتماعی دارد و نگاهی به روابط دو خواهر پس از مرگ پدر دارد. در خلاصه داستان این فیلم آمده است: «روزی که ازش می‌ترسید فرا می‌رسد و پدرش که تمام تکیه گاهش بود در این دنیا، در آغاز صبحی سرد دیگر فرصتش در این دنیا تمام می‌شود…».

## بازیگران
- زهره صفوی
- مرتضی امینی تبار
- فریده دریامج
- حدیث نیکرو